# Sven August Hollander
Sven August Hollander, född 1817 i Stockholm, död den 21 mars 1896 i Strängnäs, var en svensk vitterhetsidkare, bror till Sofia Henrika Lundequist.
Hollander erhöll 1846 Svenska akademiens andra pris för skaldestycket Den första bönhörelsen och utgav 1849 sina Vitterhetsförsök (2:a upplagan 1853) samt 1874 det biografiska arbetet Biskopar och superintendenter i Sverige och Finland efter reformationen. Han samlade och utgav under titlarna Minne af et cetera dödsrunorna över Johan Olof Wallin (1865), Esaias Tegnér (1866), Frans Michael Franzén (1868) och Erik Gustaf Geijer (1869). Dessutom ombesörjde Hollander upplagor av Wallins Vitterhetsarbeten med mera.